# Horst Rossberger
Horst Rossberger (* 20. Jahrhundert) war ein deutscher Filmeditor. 
Bekanntheit erlangte er vor allem in den 1950er Jahren durch die Märchenfilm-Produktionen bei Schongerfilm. Ab 1973 war er für die ZDF-Krimiserie Mordkommission tätig.

## Filmografie (Auswahl)
- 1955: Schneeweißchen und Rosenrot
- 1955: Schneewittchen
- 1956: Tischlein deck dich
- 1956: Der Schandfleck
- 1957: Der Wolf und die sieben Geißlein
- 1958: Ein wunderbarer Sommer (Kinder der Berge)
- 1959: Die Bremer Stadtmusikanten
- 1959: Hubertusjagd
- 1960: Oh, diese Bayern!
- 1961: Gefährliche Reise
- 1961: Immer wenn es Nacht wird
- 1973–1975: Mordkommission (26 Folgen)
- 1975: Die Verwandlung
- 1983: Die Buddik